# Sun Huanhuan
Dans ce nom chinois, le nom de famille, Sun, précède le nom personnel.
Pour les articles homonymes, voir Sun.
Sun Huanhuan (née le 15 mars 1990) est une athlète chinoise, spécialiste de la marche, vice-championne du monde du 20 km à Moscou en 2013.

## Carrière
Après avoir réalisé son record personnel en 1 h 27 min 36 à Taicang le 1er mars 2013, Sun Huanhuan termine initialement 4e du 20 km des championnats du monde à Moscou. Elle récupérera finalement la médaille d'argent après le déclassement pour dopage des Russes Elena Lashmanova et Anisya Kirdyapkina.

## Palmarès
| Date | Compétition           | Lieu   | Résultat | Épreuve | Temps           |
| ---- | --------------------- | ------ | -------- | ------- | --------------- |
| 2013 | Championnats du monde | Moscou | 2e       | 20 km   | 1 h 28 min 32 s |

## Records
| Épreuve      | Temps           | Lieu    | Date          |
| ------------ | --------------- | ------- | ------------- |
| 20 km marche | 1 h 27 min 36 s | Taicang | 1er mars 2013 |